# 정중앙로
정중앙로(Jeongjungang-ro)는 강원특별자치도 양구군 국토정중앙면 송청교차로와 양구군 국토정중앙면 야촌 교차로를 잇는 강원특별자치도의 도로이다. 국토정중앙을 기리기 위해 정중앙로라 명명되었다.

## 노선
- 송청교차로 (금강산로, 춘양로)
- 구암교, 도촌교
- 도촌리교차로 (국토정중앙로)
- 송우교
- 용하1교차로 (양남로)
- 용하삼거리 (삼팔선로)
- 야촌교차로 (춘양로)